# Revolta de Charkhlik
Revolta de Charkhlik foi uma revolta dos uigures em 1935 contra o Tunganistão dominado pelos muçulmanos chineses , que era administrado pela 36ª Divisão (Exército Nacional Revolucionário). As tropas muçulmanas chinesas de forma rápida e brutalmente derrotaram a revolta uigur.  Mais de 100 uigures foram executados. Os familiares do líder da revolta foram feitos reféns. 